# Sampling (reklama)
Samplowanie (ang. sampling) – termin stosowany w reklamie dźwiękowej i audiowizualnej na określenie emisji materiału reklamowego w ramach działań plenerowych. Emisja spotów, dżingli, sampli – charakterystycznych fragmentów utworów muzycznych oraz obrazów powiązanych z reklamą.